# Le Buffet (Chardin)
Pour les articles homonymes, voir Le Buffet.
Le Buffet est un tableau de Jean Siméon Chardin exposé au Musée du Louvre. Présenté au Salon de la Jeunesse en 1728, il s'agit d'une des premières œuvres datées de l'artiste. 
Avec La Raie, elle aussi conservée au Musée du Louvre, l'œuvre fait partie des morceaux de réceptions qui permirent à Chardin d'être élu à l'Académie royale de peinture et de sculpture au titre de peintre de nature morte. Fait exceptionnel, l'artiste fut agréé et reçu le même jour.